# Prochoerodes combinata
Prochoerodes combinata är en fjärilsart som beskrevs av Mcdunnough 1940. Prochoerodes combinata ingår i släktet Prochoerodes och familjen mätare. Inga underarter finns listade i Catalogue of Life.